# 평해 손씨
평해 손씨(平海孫氏)는 경상북도 울진군 평해읍을 본관으로 하는 한국의 성씨이다.

## 기원
손씨(孫氏)는 사로 무산대수촌(茂山大樹村)의 촌장 구례마(俱禮馬)가 서기 32년(신라 유리왕 9) 봄 왕(王)으로부터 손(孫)씨의 성(姓)을 하사(下賜)받은 것이 시초(始初)가 된다고 한다.

## 역사
평해 손씨(平海孫氏)는 신라시대 국효(國孝)인 손순(孫順)을 시조로 하고 있다. 그의 손자 손익담(孫翼淡)이 평해군(平海君)에 봉해지면서 후손들은 손익담을 1세조로 하여 본관을 평해로 삼아 세계를 이어왔다.
손익담의 아들 손경상(孫景尙)은 월성군(月城君)에 봉해졌고, 손자 손술조(孫術祖)가 병부상서(兵部尙書)로 평해군(平海君)에 봉해졌다고 한다.
평해 손씨는 조선시대 문과 급제자 8명을 배출하였다.

## 인물
- 손기(孫琦)ㅡ고려후기 문신

본래 상인(商人)이었으나 충숙왕(忠肅王)의 총애로 대호군(大護軍)이 되어 시종한 공으로 토지와 노비를 받았으며, 총부전서(摠部典書)를 거쳐 지밀직사사(知密直司事)에 오른 뒤 추성협보공신(推誠寶輔功臣)의 호를 받았다. 원나라에 있을 때 심왕(瀋王)과 당(黨)을 이루어 왕위를 엿보던 무리들을 물리친 공으로 충숙왕이 복위, 환국한 뒤 철권(鐵卷)이 내려지고 추성수의좌리공신(推誠守義佐理功臣)의 호가 더해졌으며, 첨의평리진찬성사(僉議評理進贊成事)가 되었다.
그러나 충숙왕은 복위 직후 손기를 충혜왕(忠惠王)의 폐신(嬖臣)으로 오해하여 직첩을 탈취하고 섬으로 귀양보냈다가 곧 소환하였다. 1341년(충혜왕 복위 2) 5월 왕의 동생 강릉대군(江陵大君) 왕기(王琪)주 01)가 원나라에 들어갈 때 전(前) 첨의평리로서 수행하였다. 1351년(충정왕 3)평해부원군(平海府院君)이 되었다. 이듬해 6월공민왕(恭愍王)에 의하여 연저수종공신(燕邸隨從功臣) 1등이 되어 전민(田民)을 받았으며, 이 해 8월에 정승(政丞)으로 치사(致仕)하였다.
- 손흥종(孫興宗)은 고려 말 조선 초의 무신이다. 군호는 이천군(伊川君)이다. 1392년 7월 17일 조선 개국에 참여하여 개국공신 3등에 녹훈되었으며,형조전서,함경도관찰사,상장군,중추원부사,삼도체찰사,승녕부윤등을 역임하였다.

오점으로는 거제도에서 왕씨들을 바다에 빠뜨릴 때 참가하였고, 1409년 동생 손효종(孫孝宗)의 반역죄에 연루되어 황해도 신은(新恩)에 부처되었는데, 이 때 이숭인(李崇仁)과 이종학(李種學)을 죽인 혐의로 폐서인되고, 가산이 적몰되고 녹권을 추탈당했다. 
손순효(孫舜孝, 1427년 ∼ 1497년) : 조선 전기 문신. 자는 경보(敬甫), 호는 물재(勿齋)·칠휴거사(七休居士). 아버지는 군수 손밀(密), 어머니는 정선군사(旌善郡事) 조온보(趙溫寶)의 딸이다. 1451년(문종 1) 진사시에 합격하고 1453년(단종 1) 증광 문과에 을과로 급제하였으며, 1457년(세조 3) 감찰로 문과 중시에 정과로 급제하였다. 이어 병조좌랑·형조정랑·집의·전한 등을 역임하였다. 1471년(성종 2) 17조의 시무책을 올려 채택되어 형조참의에 특진되었으나 직무상 과오가 있다 하여 상호군으로 전임되었다. 그 뒤 장례원판결사가 되어 소송 문제를 신속하고 정확하게 처리하였다. 1475년 부제학을 거쳐 동부승지·우부승지·좌승지를 지내고, 1478년 도승지가 되었다. 이어 강원도관찰사로 나가 선정을 베풀고, 호조참판·형조참판을 지내면서 왕비 윤씨의 폐위를 반대하였다. 1480년 지중추부사로 정조사가 되어 명나라에 다녀온 뒤 공조판서·경기도관찰사·대사헌·한성부판윤·병조판서 ,등을 역임하였다. 그리고, 국가의 문한(文翰)을 총괄하는 보문각대제학(寶文閣大提學)을 거쳤다.1485년 임사홍(任士洪)을 두둔하다가 왕의 비위에 거슬려 경상도관찰사로 나아가 연해안 방어책을 강구하였다. 이어 좌찬성, 우찬성등을 거쳐 판중추부사를 지냈으며, 고령으로 사퇴를 청하였으나 허락받지 못하고 궤장(几杖)을 하사받았다.성리학에 조예가 깊었고, 특히 《중용》·《대학》·《역경》 등에 정통하였으며, 또한 청백하기로도 명망을 얻었고,문장이 뛰어나고 竹畵(대나무 그림)에 능하였다. 《세조실록》 편찬에 참여하였고, 찬서(撰書)로는 《식료찬요 食療撰要》가 있다. 시호는 문정(文貞)이다.
- 손주(孫澍1460  ~ 1539년) :

조선 중기의 문신. 본관은 평해(平海). 자는 여림(汝霖). 아버지는 좌찬성 순효(舜孝)이다.
1492년(성종 23) 식년문과(式年文科)에 을과로 급제하여 사헌부장령·사간원정언과 홍문관의 수찬·부제학,직제학, 승정원 동부승지,우부승지 등을 거쳤다.
1508년(중종 3) 형조참판이 되고, 이어 대사헌·한성부좌윤·병조참판 등을 지냈다.1512년 소릉(昭陵:문종왕후 권씨(權氏)의 능)의 위호(位號)를 추복(追復)시키자는 논의가 조정에서 일어났을 때, 신용개(申用漑)·강혼(姜渾) 등과 함께 적극적으로 찬성하였다.1519년 기묘사화가 일어나자 한성부좌윤으로서 남곤(南袞)·심정(沈貞)·고형산(高荊山) 등과 함께 조광조(趙光祖) 등 신진사류의 처벌에 가담하였으나, 중종 14년(1519년) 12월 16일 (丙子日)에 “제왕에게는 살리기를 좋아하는 덕이 있어야 하니, 저들을 절도로 쫓거나 서북으로 멀리 유배하면 임금께서 살리기를 좋아하는 덕이 드러날 것입니다.”하고 아뢰어 조광조 선생등을 살리려는 시도를 하였으나 받아들여지지 않았다. 뒤에 이조참판에 올랐으며, 1521년 첨지중추부사(僉知中樞府事)·이조판서로서 하존시사(賀尊諡使)의 임무를 띠고 명나라에 다녀왔다.이듬해 동지중추부사(同知中樞府事)가 되었으며, 경기관찰사·한성부좌윤·예조참판이 되었다.
1528년 호조참판으로 향교에 제사를 드렸으며, 특진관(特進官)으로 학교교육의 강화를 주장하였다. 
1530년 과거의 시험관이 되고, 이듬해 예조판서에 특진되었다.이때 나이가 많고 쇠약함을 이유로 치사할 것을 청하였으나 허락받지 못하였다.
1532년에 우참찬을 지내고, 좌참찬을 거쳐 지중추부사가 되었다. 성품이 청렴하고 공직(公直)하여 두루 벼슬을 거치면서도 의리에 합당하지 않은 일은 하지 않았고, 가정에 거처할 때도 검소하였다. 시호는 희질(僖質)이다.
- 손식   孫軾

조선 중기 문신. 자는 경여(敬輿)이다. 본관은 평해(平海)이다.
증조부는 증사복시정(贈司僕寺正) 손인효(孫仁孝)이고, 조부는 증좌승지(贈左承旨) 손경우(孫景祐)이다. 부친 봉렬대부(奉列大夫) 의서습독관(醫書習讀官) 손숙겸(孫叔謙)과 모친 지윤제(池允濟)의 딸 사이에서 태어났다. 부인은 두 명을 두었는데, 첫째 부인은 심경원(沈慶源)의 딸이고, 둘째 부인은 여주이씨 황주목사(黃州牧使) 이승종(李承宗)의 딸이다.
1543년(중종 38) 식년시에 진사 2등 19위로 합격하였고, 1552년(명종 7) 식년시 문과에 병과 2위로 급제하였다.
1554년(명종 9) 사간원정언(司諫院正言)에 임명되었고, 1555년(명종 10) 병조좌랑(兵曹佐郞)에 임명되었다. 이후 사신단의 일행이 되어 매부(妹夫) 임내신(任鼐臣)과 함께 중국을 다녀왔다. 1557년(명종 12) 전적(典籍),1568년(선조 1) 해주목사(海州牧使)에 임명되었고, 이후 사예(司藝)‧전라감사(全羅監司)‧전라도관찰사(全羅道觀察使)‧호조참판(戶曹參判) 등을 역임하였다
- 손필대(孫必大, 1599년 ~ ?) : 1624년(인조 2) 식년문과에 병과로 급제하여 1630년 공청도도사(公淸道都事)를 지내고, 사복시정(司僕寺正)·통례지제교(通禮知製敎) 등을 역임하였다.

- 손기업

호는 일정. 1928년 베이징[北京]에서 이상일(李尙逸)과 함께 친일주구 숙청과 일제 고관의 암살을 목적으로 조선혁명당총동맹을 조직하고 톈진[天津] 책임자로 선출되었다. 같은 해 8월 동맹원 전창국에게 명령하여 톈진 일본 조계 내에서 이태화를 사살하게 했다. 또 1930년 동맹원 장기준 등을 시켜 톈진 일본은행을 습격하고 거액의 돈을 탈취하게 해 군자금에 충당했다.
1931년 일어난 만주사변을 계기로 일본의 대륙침략이 노골화되자, 중국 국민의 대일감정은 극도로 악화되었다. 조선혁명당총동맹 간부들은 비밀회의를 열어 일본제국주의 침략을 방지하기 위해서는 세계대전이 일어나 민주진영이 승리하는 것만이 최선의 해결책이라는 점에 의견의 일치를 보고, 세계대전 유도책으로 열강의 조계가 많이 있는 톈진에서 일본 조계를 점령할 계획을 세웠다.
먼저 만주전권대사 무토 노부요시[武藤信義]를 총살하고자 손기업의 총지휘하에 동맹원 이창용(李昌用)·박민항(朴敏杭)·최윤식(崔潤植)이 결사대로 선출되었다. 결사대 3명은 폭탄 4개, 권총 3정 등을 휴대하고 만주에 가서 창춘[長春]·펑톈[奉天] 등지를 전전하며 사살할 기회를 노리고 있었다. 그러나 창춘 중앙여관에서 무기가 발각되어 이창용·박민항은 일본헌병대에 체포되었다. 고문 끝에 총지휘자인 손기업의 비밀장소가 발각되어 톈진에서 체포되어 창춘으로 압송되었다.
일본 헌병에게 고문을 당한 후, 1933년 5월 27일 창춘 일본군법회의 관동군법무부에서 10년 형을 받고 뤼순[旅順] 형무소에서 옥고를 치르던 중 박민항은 같은 해 10월에 옥사하고, 그와 이창용은 만기출옥했다. 1963년 건국훈장 국민장이 수여되었다.
- 손승억

출생	1893. 10. 21, 충북 중원
사망	1924. 4. 16
국적	한국
본관은 평해. 아버지는 석우이다. 1910년 일제강점으로 국권을 상실하자, 권무영·이희갑·김달년·권재혁 등과 함께 애국청년들과 동지들을 규합하여 항일투쟁을 전개하기 위해 독립단을 조직했다. 1919년 3·1운동이 일어나자 충주 용원 장날에 만세시위운동을 주도했다.
일본 관헌에 체포되어 1년 6개월 동안 청주형무소에 미결수로 있다가 징역 3년형을 언도받고 복역했다. 1922년 만기출옥일에 형무소 안에서 울분을 참지 못해 대한독립만세를 불렀다. 이에 다시 구금되어 온갖 고문을 당한 후 청주지방법원에서 징역 2년형을 언도받고 복역하다가 1924년 4월 16일 감옥에서 순국했다. 1968년 건국훈장 국민장이 추서되었다.
- 손명근

1871년(고종 8) 경기도 고양군 뚝도[纛島:지금의 서울시 동대문구 면목동]에서 태어났다. 일찍이 독립운동에 뜻을 품고 만주로 건너가, 1919년 3·1운동 직후 대한독립단(大韓獨立團)에 입단하였다.
대한독립단은 박장호(朴長浩)·조맹선(趙孟善)·백삼규(白三圭)·조병준(趙秉準)·전덕원(全德元)
등이 1919년 4월 만주 류허현[柳河縣] 싼위안바오[三源堡]에서 결성한 독립운동 단체로, 본부는 류허현에 두었고, 국내외 각지에 100여 개에 달하는 지단과 지부를 두었다.
손명근은 1919년 11월 대한독립단 사한장(司翰長) 김기한(金起漢)과 함께 국내의 각 도와 군에 지단을 설치하고, 만주와 국내 사이의 긴밀한 연결을 꾀하는 한편, 독립군의 국내 진공작전 때 필요한 군자금 모금 등을 위해 국내로 잠입하였다. 이어 함경도와 강원도 지역에 보낼 격고문(檄告文)을 비롯해 각종 인쇄물을 고양에 있는 자신의 집으로 보내 보관하였다.
이후 서울로 잠입해 대한독립단의 국내 조직을 총괄하는 중앙본부를 설치하고, 1920년 말까지 단원 모집과 군자금 모금 등 각 도와 군의 지단을 설치하는 활동을 하다가 일본 경찰에 체포되었다. 1921년 6월 경성지방법원에서 공판에 회부되었으나, 증거불충분으로 같은 해 9월 출옥하였다. 1963년 대통령 표창, 1990년 건국훈장 애족장이 추서되었다.
- 손세주ㅡ전 뉴욕총영사[외무고시]

- 손호인ㅡ예비역 공군준장

- 손영인ㅡ예비역 공군준장

- 손익수ㅡ전 서울체신청장[행정고시]

- 손재일ㅡ전 부장검사[사법고시]

- 손창선ㅡ예비역 해병대 소장

- 손희정ㅡ전 국회의원

- 손범수ㅡ방송인(아나운서)

- 손형찬ㅡ현 육군준장

- 손종률ㅡ전 강남대학교 총장

- 손계천ㅡ전 강원일보 사장

- 손길승ㅡ전 SK그룹회장

## 인구
- 1985년 2,831가구 11,422명
- 2000년 4,104가구 12,831명
- 2015년 15,488명

## 같이 보기
- 밀양 손씨
- 경주 손씨
- 청주 손씨